# Buenavista del Norte
Buenavista del Norte – gmina w Hiszpanii, w prowincji Santa Cruz de Tenerife, we wspólnocie autonomicznej Wysp Kanaryjskich, o powierzchni 67,42 km². W 2011 roku gmina liczyła 4916 mieszkańców.